# Duomo di Civita Castellana

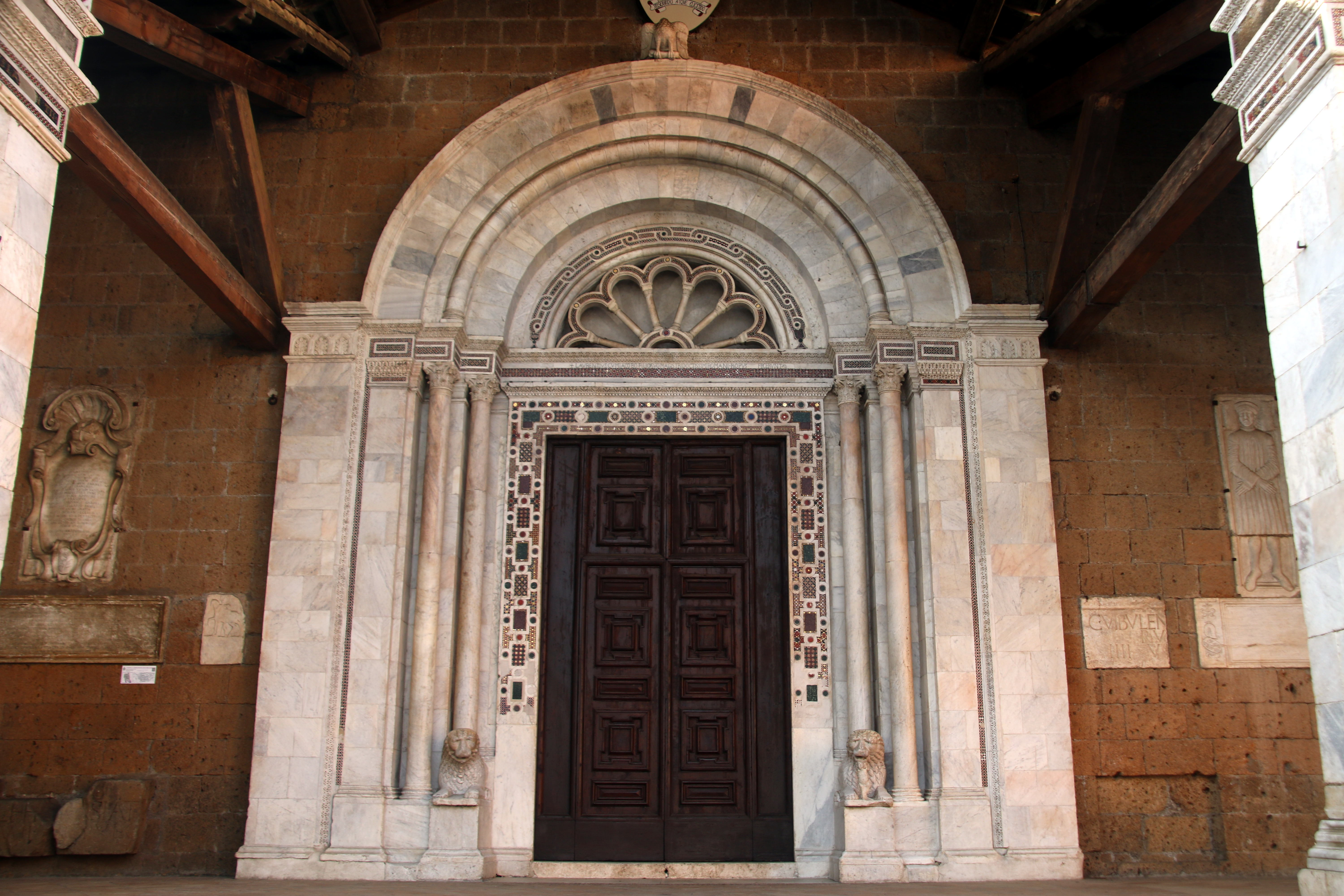
Il portale centrale

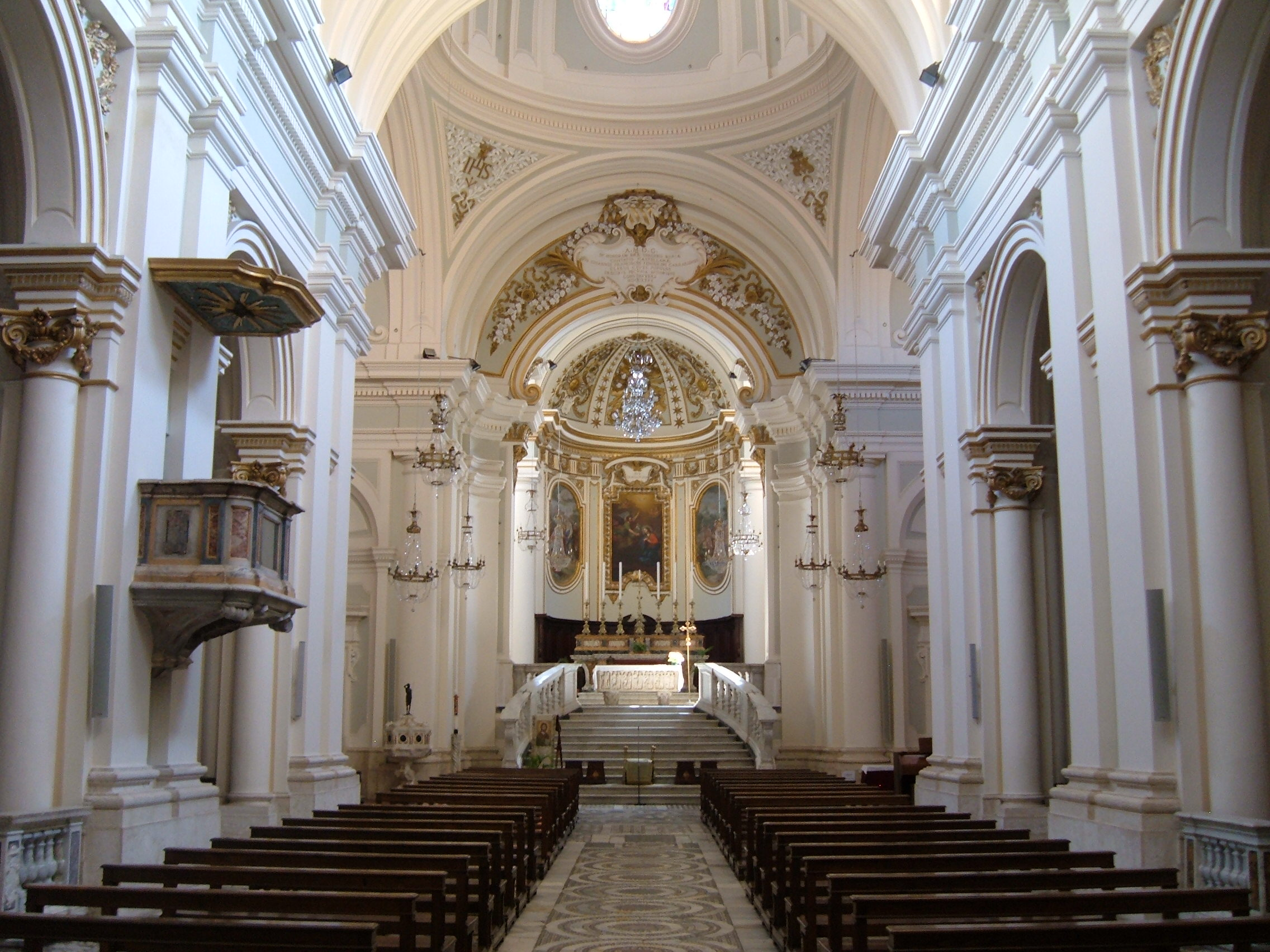
L'interno

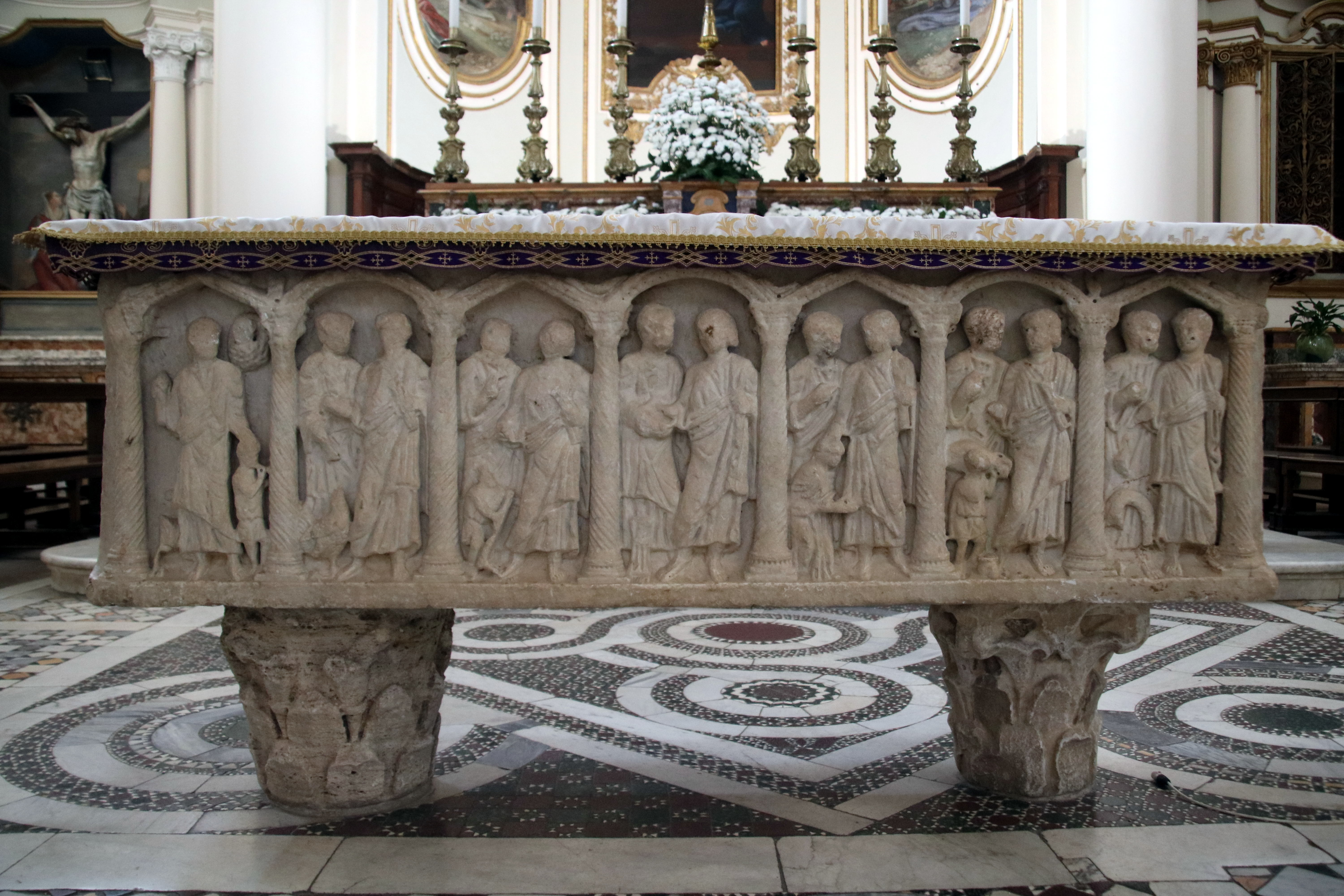
Il sarcofago che compone l'altare maggiore

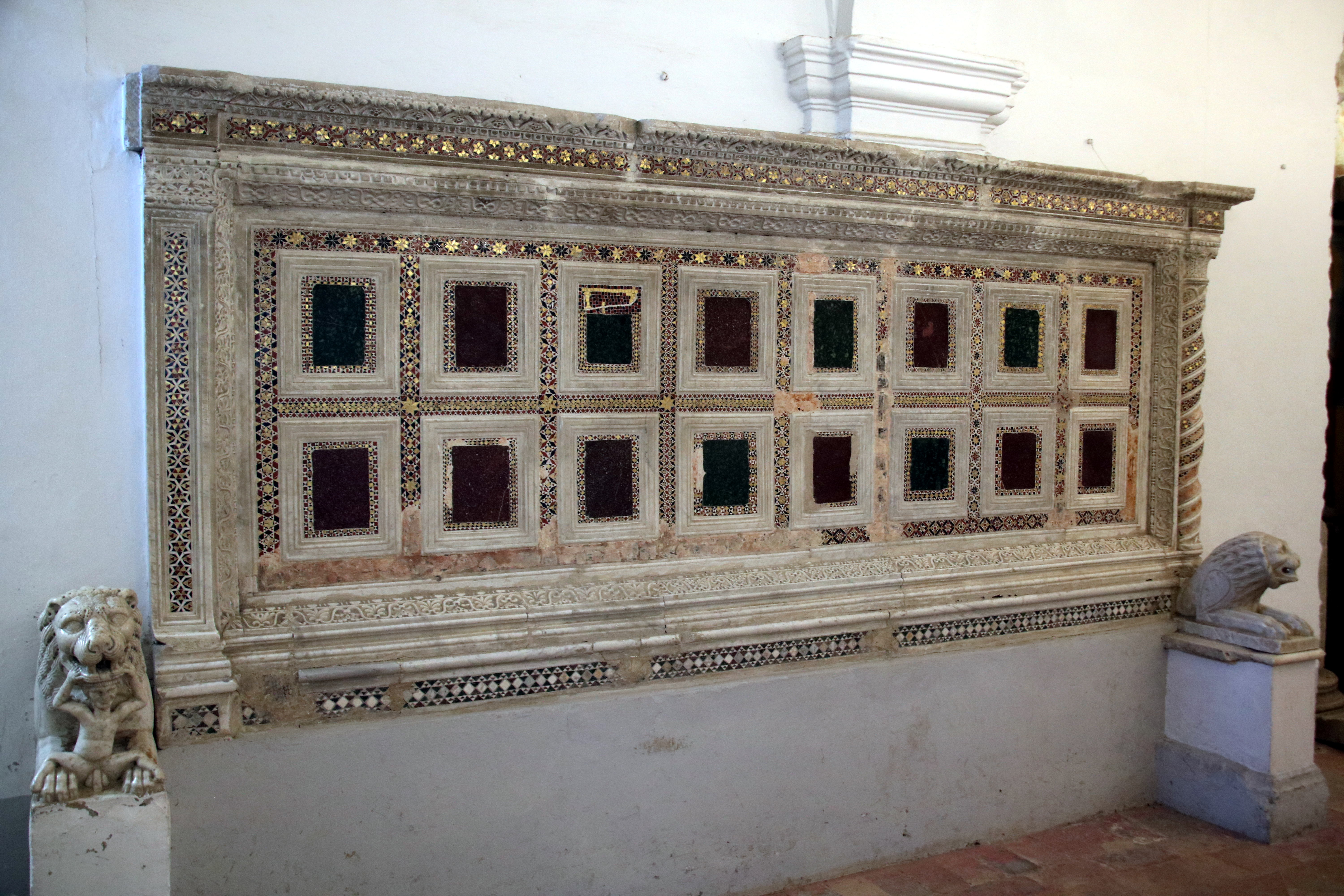
Uno dei plutei del XIII secolo nell'oratorio del Cuore di Maria

La cattedrale di Santa Maria Maggiore è il principale luogo di culto di Civita Castellana, in provincia di Viterbo, chiesa madre della diocesi omonima. Ha la dignità di basilica minore; è sede di una parrocchia compresa nella vicaria Faleritana.

## Storia e descrizione
Il duomo fu costruito a partire dal 1185 circa, edificato sopra un precedente edificio sacro, e fu completato con la costruzione del portico nel 1210: in esso aveva lavorato la valente famiglia di architetti e marmorari romani dei Cosmati, in particolare Jacopo di Lorenzo e il figlio Cosma, dal cui nome è derivata la tradizione di definire il contributo artistico dei marmorari romani con l'aggettivo "cosmati".
Diventata fatiscente nel corso dei secoli, nel Settecento la chiesa fu completamente ristrutturata al suo interno in forme barocche ad opera dall'architetto Gaetano Fabrizi: è di quest'epoca la trasformazione da chiesa a tre navate a chiesa ad un'unica navata con cappelle laterali comunicanti tra loro.
Una targa in marmo posta all'esterno dell'edificio ricorda che l'11 luglio 1770 Wolfgang Amadeus Mozart soggiornò a Civita Castellana ed ebbe occasione di suonare l'organo di domenica mattina durante la funzione liturgica.

## Descrizione

### Esterno
La facciata dell'edificio è preceduta da un portico duecentesco. Nell'architrave era inserita una fascia mosaicata con scritta in oro, di cui restano solo pochi frammenti.
Dai due pilastri centrali si innalza un arco a tutto sesto, su cui scorre la scritta: “Gloria in excelsis Deo…” In cima all'arco un'altra scritta riporta il nome del costruttore del portico e la data di esecuzione:
(Iscrizione sulla facciata)
Sui due pilastri dell'arco e su quelli alle estremità del portico sono riportati, scolpiti nel marmo, i simboli dei quattro evangelisti, mentre al centro dell'arco è la figura dell'Agnello, simbolo di Gesù Cristo.
Tre sono le porte di accesso alla cattedrale. La porta centrale monumentale è incastonata tra quattro colonne corinzie, di cui due poggiano su leoni di marmo; sotto il leone di destra è rappresentata una figura umana (un bambino), simbolo del fedele che entra in chiesa. Le due porte laterali lunettate hanno motivi ornamentali cosmateschi; nella lunetta sopra la porta di destra è raffigurato Cristo benedicente.
Sotto il portico sono inoltre disposti cippi, lastre, capitelli, lapidi e una preziosa ara romana con rilievi ornamentali.
Affianca l'edificio un bel campanile romanico.

### Interno
La chiesa è ad un'unica navata, con cappelle laterali comunicanti fra loro, terminante in un transetto che precede il presbiterio rialzato, sotto il quale è posta la cripta. La maggior parte del pavimento dell'edificio è in stile cosmatesco. Sei sono le cappelle che si aprono sulle navate laterali.
Ai lati del transetto vi sono due monumentali altari barocchi: quello di destra è dedicato alla Madonna della luce ed incorpora un affresco dell'XV secolo; l'altare di sinistra è dedicato alla Madonna del rosario ed in esso campeggia una tela del XVI secolo circondata da quindici quadretti raffiguranti i misteri del rosario.
Nel presbiterio rialzato si trova una delle opere di maggior pregio di tutta la cattedrale. L'altare maggiore infatti è costituito da un sarcofago romano del IV secolo, di impronta cristiana, in cui sono raffigurati, in sette nicchie, episodi biblici: esternamente due episodi dell'antico testamento (il Sacrificio di Abramo e Daniele che uccide il serpente), mentre nelle cinque nicchie centrali sono raffigurati episodi del nuovo Testamento (la predizione del tradimento di Pietro, la guarigione del paralitico, la consegna delle chiavi a Pietro, la guarigione dell'emorroissa ed il miracolo delle nozze di Cana).
In fondo al presbiterio, sopra il coro ligneo, è posta una tela di Pietro Nelli raffigurante la Madonna annunziata, mentre ai suoi lati due affreschi raffiguranti la Risurrezione di Giovanni ed il Martirio dei santi Giovanni e Marciano.
Da una porta sul lato sinistro del presbiterio si accede all'Oratorio del Cuore di Maria, edificato come cappella nel XIV secolo. Qui si trovano importanti opere d'epoca medievale:
- alcuni affreschi del XII secolo raffiguranti una Madonna col bambino, un angelo e santi;
- la fronte di un sarcofago altomedievale (IX secolo) con la raffigurazione di scene di caccia;
- due plutei cosmateschi affiancati da leoni, in origine posti come recinzione del presbiterio della cattedrale, ora murati, databili tra il 1231 ed il 1240.

Sotto il presbiterio si trova la cripta, con volte a crociera, databile al XII secolo, ma rifatta in epoche diverse. Qui sono collocati due preziosi cibori in marmo rinascimentali, che in origine erano situati nel presbiterio superiore e poi trasferiti nella cripta con i lavori di rifacimento del Settecento.

### Organo a canne
Sulla cantoria in controfacciata si trova l'organo a canne, costruito nel 1890 dai Fratelli Aletti; profondamente modificato nel 1961-1962 con un intervento della ditta Paoli, è stato ricondotto alle caratteristiche originarie da Barthélemy Formentelli nel 2002.
Lo strumento è racchiuso all'interno di una cassa lignea barocca riccamente scolpita risalente al XVIII secolo; essa presenta una mostra composta da canne di principale con bocche a mitria disposte in tre cuspidi all'interno di altrettanti campi. La consolle è a finestra ed ha un'unica tastiera e pedaliera; l'organo ha 37 registri per un totale di 1294 canne.